# Колимська протока
Коли́мська прото́ка (рос. Колымский пролив) — протока в Східно-Сибірському морі. Відділяє російські Ведмежі острови (острів Хрестовський) від материка. Глибина 5-6 м, на сході до 10 м.
| Росія | Це незавершена стаття з географії Росії. Ви можете допомогти проєкту, виправивши або дописавши її. |